# جيسي ووكر
جيسي ووكر (بالإنجليزية: Jesse Walker)‏ هو صحفي أمريكي، ولد في 4 سبتمبر 1970.